# Boletim da Sociedade Luso-Africana do Rio de Janeiro
Boletim da Sociedade Luso-Africana do Rio de Janeiro publicou-se no Rio de Janeiro entre 1931 e 1939.